# Flatiron Valley
Das Flatiron Valley (englisch für Bügeleisental) ist ein nord-südlich ausgerichtetes Tal mit einem See im Osten der Alexander-I.-Insel vor der Westküste der Antarktischen Halbinsel. Es liegt im südlichen Teil der Ganymede Heights unweit des Jupiter-Gletschers. 
Die Benennung erfolgte im Zuge gemeinsamer Arbeiten einer Geologenmannschaft der University of Aberdeen und des British Antarctic Survey von 1978 bis 1979. Namensgebend sind dreieckige, von Wasserrinnen eingefasste Facetten an einem Hang auf der Westseite des Tals, die an die Abdrücke eines Bügeleisens erinnern.